# La bèstia de la guerra
La bèstia de la guerra (títol original en anglès: The Beast ) és una pel·lícula estatunidenca dirigida per Kevin Reynolds, estrenada el 1988, segons l'obra teatral Nanawatai (dret d'asil o santuari en paixtu) de William Mastrosimone, sobre el tema de la guerra d'afganistan de 1979 a 1989. Ha estat doblada al català.

## Argument
El 1981, durant la Guerra afganosoviètica entre l'exèrcit roig de l'URSS i els Mujahidins de la resistència afgana, durant operacions de destrucció de pobles i de massacre de població civils, una tripulació soviètica d'un carro de combat T-62 portat per un comandant tirànic es perd al desert afgà, i és la presa dels afgans equipats amb un llançacoets RPG-7.

## Repartiment
- George Dzundza: Daskal
- Jason Patric: Koverchenko
- Steven Bauer: Taj
- Stephen Baldwin: Golikov
- Don Harvey: Kaminski
- Kabir Bedi: Akbar
- Erick Avari: Samad
- Haim Gerafi: Moustafa
- Shoshi Marciano: Sherina
- Itzhak Bbi Neeman: Iskandar
- David Sherrill: Kovolov
- Moshe Vapnik: Hasan
- Claude Aviram: Sadioue
- Victor Ken: Ali
- Avi Keedar: Noor

## Crítica
A The Beast, de Kevin Reynolds, George Dzundza fa de cruel comandant de tancs rus cruel que es perd al desert durant la guerra a l'Afganistan. Com l'enemic s'acosta, Dzundza ha de confiar en la seva supervivència preparant-se per veure com ho fa. Mentrestant, un dels homes de Dzundza (Jason Patric), abandonat i deixat morir pel seu demoníac comandant, s'uneix a la causa afganesa. Filmat a Israel, The Beast és una adaptació d'una obra de William Mastrosimone.

## Premis
- 1988: Millor pel·lícula al Festival internacional de cinema de Cleveland.[cal citació]

## Anècdotes[calcitació]
- El tanc és un Tiran 6 Israelià maquillat com un T-62 soviètic.
- L'helicòpter utilitzat és un SA.321 Super Frelon francès maquillat com un Mil Mi-8.